# Podwilk
Podwilk est une localité polonaise de la gmina de Jabłonka, située dans le powiat de Nowy Targ en voïvodie de Petite-Pologne.